# Helsingborg

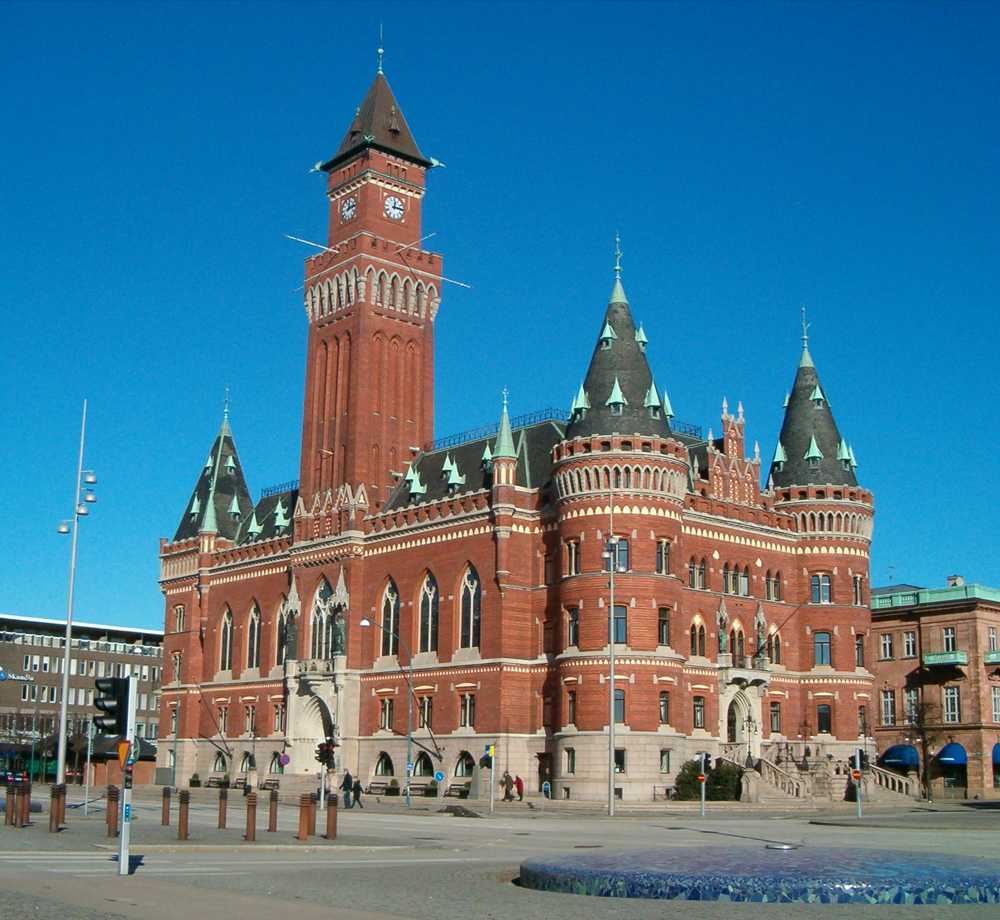
A câmara municipal (Rådhuset)

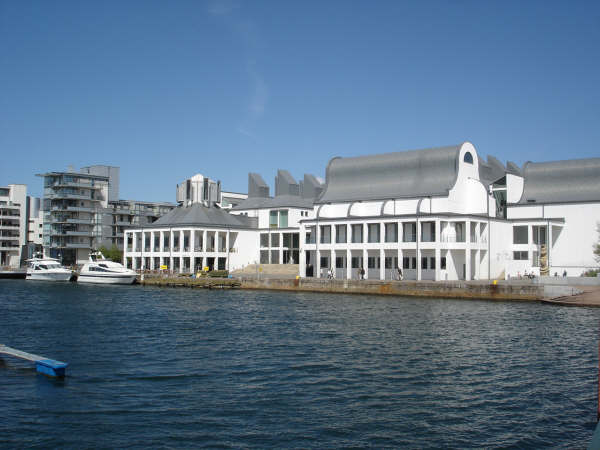
O Centro Cultural Henry Dunker

Helsingborg (em sueco: Helsingborg; pronúncia /hɛlsɪŋˈbɔrj/;  ouça a pronúncia) ou Helsimburgo (latinizado: Helsingburgum, Helsingoburgum, Helsinburgum) é uma cidade portuária e industrial do noroeste da província da Escânia, no sul da Suécia.

Está localizada na margem oriental do estreito de Öresund, em frente à cidade dinamarquesa de Helsingør, na margem ocidental. 

Hoje em dia, uma das maiores cidades do país, tem grande valor histórico para a Suécia e anteriormente para a Dinamarca. É mencionada como a "pérola do Öresund" (sundets pärla) e conhecida como a cidade que liga a Suécia à Europa,  

Tem uma área de 36,90 km² e uma populacão de 113 828 habitantes (2021).

 
É a sede do município de Helsingborg, pertencente ao condado da Escânia.

## Etimologia e uso
O nome geográfico Helsingborg deriva das palavras hälsingar (habitantes do sítio mais apertado – hals – do estreito marítimo que separa Helsingborg de Helsingør) e borg (fortificação).
A cidade está mencionada como Helsingaburg, no século XII.

Em textos em português costuma ser usada a forma original Helsingborg.

| “ | Uma entre as cidades da Suécia que vem recebendo refugiados é a cidade de Helsingborg, localizada no Condado da Escânia. | ” |
|   | — Raquel Cruz Silvestrin Hübner, A proteção social de crianças e adolescentes refugiados.                                |   |

## História

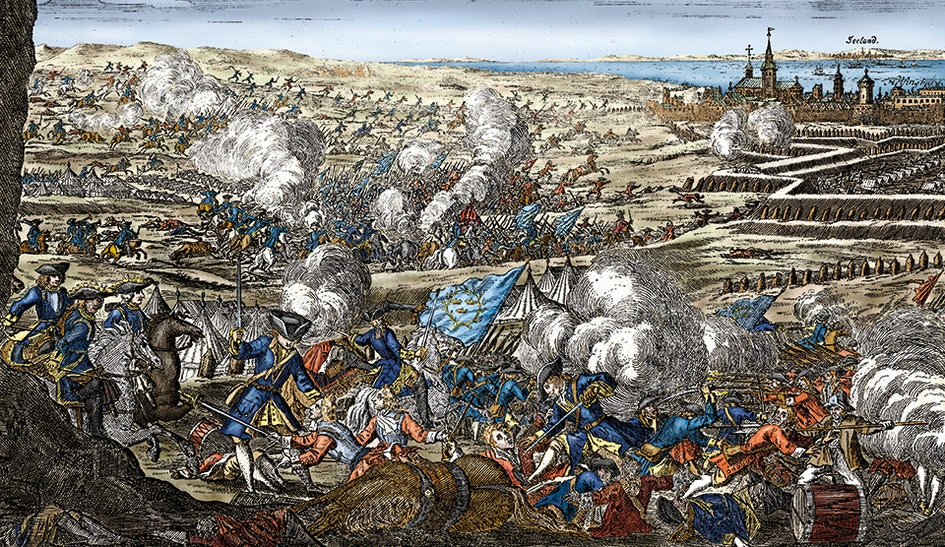
Impressão da batalha de Helsingborg de 1710

A primeira referência a Helsingborg (antes chamada Hälsingborg) como povoação remonta a 1085, quando a cidade era apenas um pequeno vilarejo. Porém alguns historiadores suecos acreditam que a cidade poderia ter sido fundada ainda na Era Viquingue e teria sido destruída antes do ano 900, para ser fundada novamente em 1085. A sua fortaleza fez de Helsingborg um local militar e politicamente importante durante as guerras da Idade Média.

Helsingborg faz parte da região cedida pela Dinamarca à Suécia através do Tratado de Roskilde, de 1658, embora múltiplas tentativas de reconquista pela Dinamarca tenham acontecido até ao início do século XVIII. Acredita-se que, pelo fato de muitas guerras entre a Suécia e a Dinamarca terem acontecido em Helsingborg, sua população hoje não seja muito significativa. A estimativa é de que a cidade poderia ter até 500.000 habitantes e seria nesse caso a terceira maior cidade da Suécia ultrapassando Malmo.

A cidade começou a prosperar comercialmente após a abolição de uma taxa de passagem sobre o Öresund, em 1857. Atualmente, é uma importante cidade portuária, com uma indústria intimamente ligada à construção naval e ultimamente tem sido sede de grandes eventos esportivos e artísticos da Suécia. Há pouco tempo, Helsingborg, capital da comuna homônima, foi declarada capital do condado de Skåne, ultrapassando a capital da comuna de mesmo nome Malmö.

## Geografia
Helsingborg está situada na província da Escânia, no sudoeste da Suécia. Está localizada junto ao estreito de Öresund, na sua zona mais apertada.
Do outro lado do estreito, diretamente oposta a Helsingborg, situa-se a cidade dinamarquesa de Helsingør, a cerca de 5 km de distância.
Esta situação geográfica fez de Helsingborg o principal ponto de passagem da Suécia para a Europa continental, usando uma curta navegação marítima, até a abertura da ponte de Öresund.

Helsingborg é conhecida como a "pérola do Öresund" (sundets pärla).
A rota marítima entre Helsingborg e Helsingør é uma das mais ativas no mundo e o posicionamento destas cidades continua a ser estratégico no acesso ao mar Báltico: em média, a viagem entre as duas cidades dura poucos minutos e é uma das rotas mais procuradas pelos suecos que visitam a Dinamarca.

## Transportes
Devido à sua situação geográfica, Helsingborg tem fácil comunicação com a Dinamarca, via Helsingør, por meio de um frequente serviço de ferry-boat, ou seja de barco, numa viagem de apenas alguns minutos.                                                                                                                    
A cidade está ligada a Malmö, Göteborg e Estocolmo pelas estradas E4 (Helsingborg-Haparanda), E6 (Trelleborg-Helsingborg-Strömstad), E20 (Malmö-Helsingborg-Estocolmo), assim como por uma linha ferroviária que é conhecida por sua rapidez nas viagens.
                                                                                                
Helsingborg é servida pelo seu aeroporto local, especialmente para voos domésticos com destino principal à capital do país, Estocolmo. 
A ponte de Öresund – aberta em 2000 – facilitou o acesso a Copenhaga e ao seu aeroporto internacional (Kastrup), assim como ao continente europeu

| - Estradas europeias: E4 (Helsingborg-Haparanda), E6 (Trelleborg-Helsingborg-Strömstad), E20 (Malmö-Helsingborg-Estocolmo) - Estradas nacionais: 111 (Helsingborg-Mölle) - Ferrovias: Ligações ferroviárias a Malmö, Gotemburgo, Estocolmo - Portos: Porto de Helsingborg |

## Economia

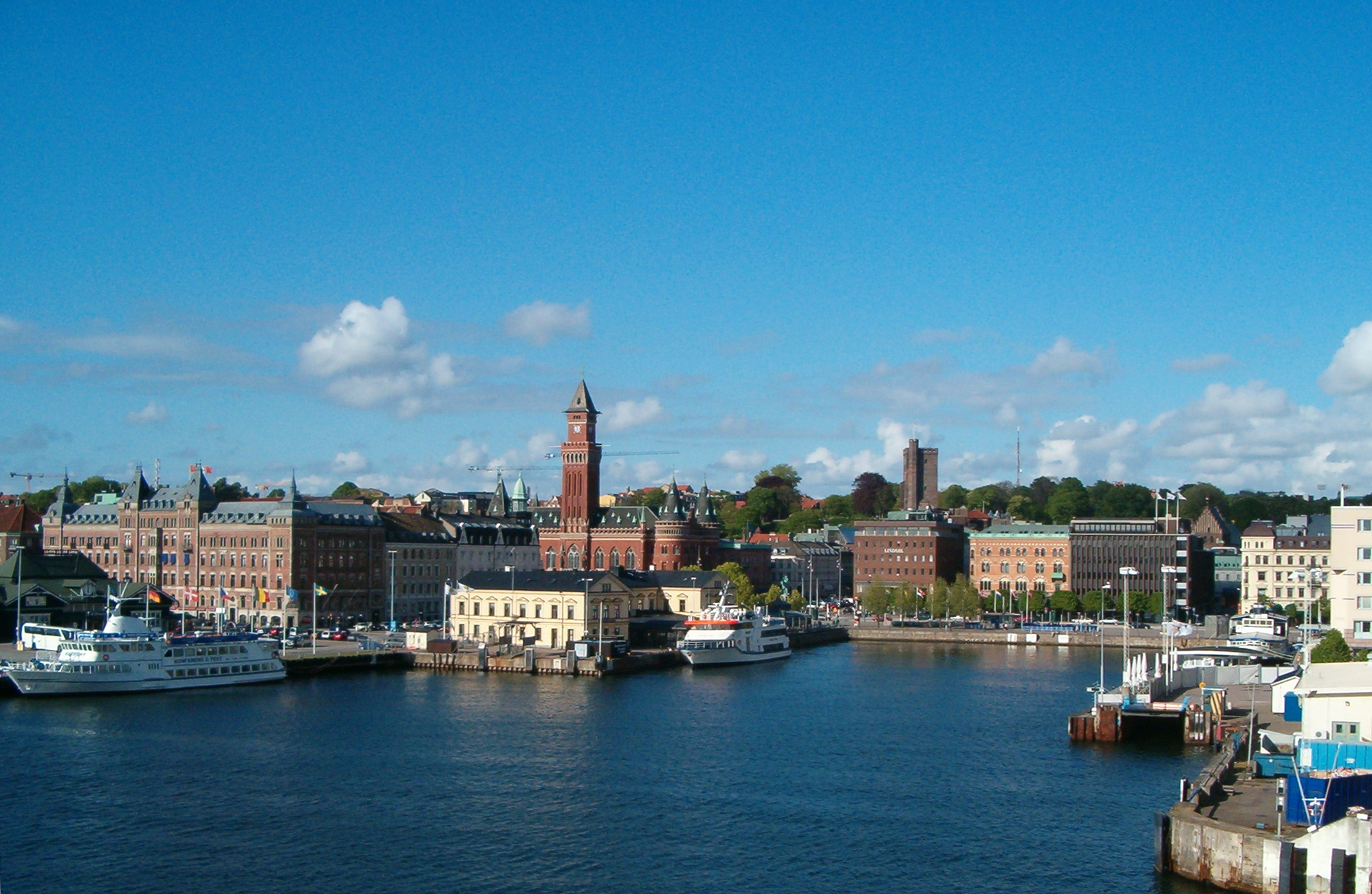
O porto de Helsingborg

A economia tradicional de Helsingborg está caracterizada pelo comércio, devido ao seu importante porto e às suas ligações rodoviárias e ferroviárias. Têm forte presença na cidade as empresas de transporte marítimo, ligadas à exportação e importação de mercadorias.

A cidade está cercada por zonas agrícolas muito férteis, e tem um papel relevante na distribuição e transformação de produtos como frutas e legumes.

A indústria manufatureira assenta na indústria metalo-mecânicas, química, agro-alimentar e farmacêutica.

Nos nossos dias, o sector dos serviços e do turismo assumiram uma grande importância na economia local. A proximidade à Dinamarca atrai numerosos turistas.

Helsingborg destaca-se também pela sua aposta na tecnologia e na inovação no campo da sustentabilidade e da tecnologia verde.

## Ensino

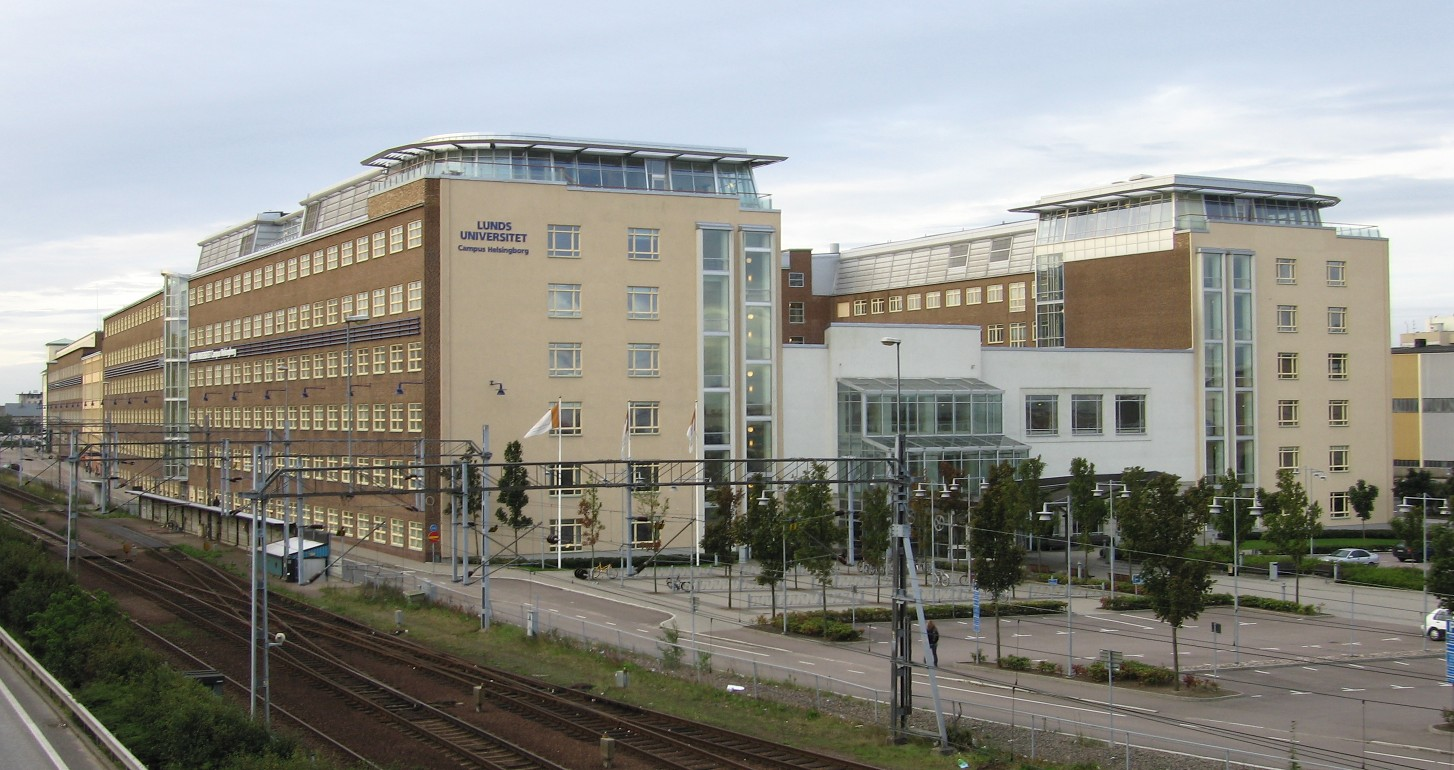
O Campus Helsingborg

Helsingborg conta com uma instituição de ensino superior -  o Campus Helsingborg da Universidade de Lund).

A cidade possuí uma rede de escolas de ensino básico e secundário, e dispõe igualmente de educação de adultos (Komvux), ensino superior popular (folkhögskola), ensino técnico superior profissional (yrkeshögskola) e ensino superior.

| - Escolas superiores - Campus Helsingborg (Campus Helsingborg da Universidade de Lund) - Ensino superior popular - Escola Superior Popular de Helsingborg (Södra Folkhögskolan Helsingborg) |

## Locais de interesse

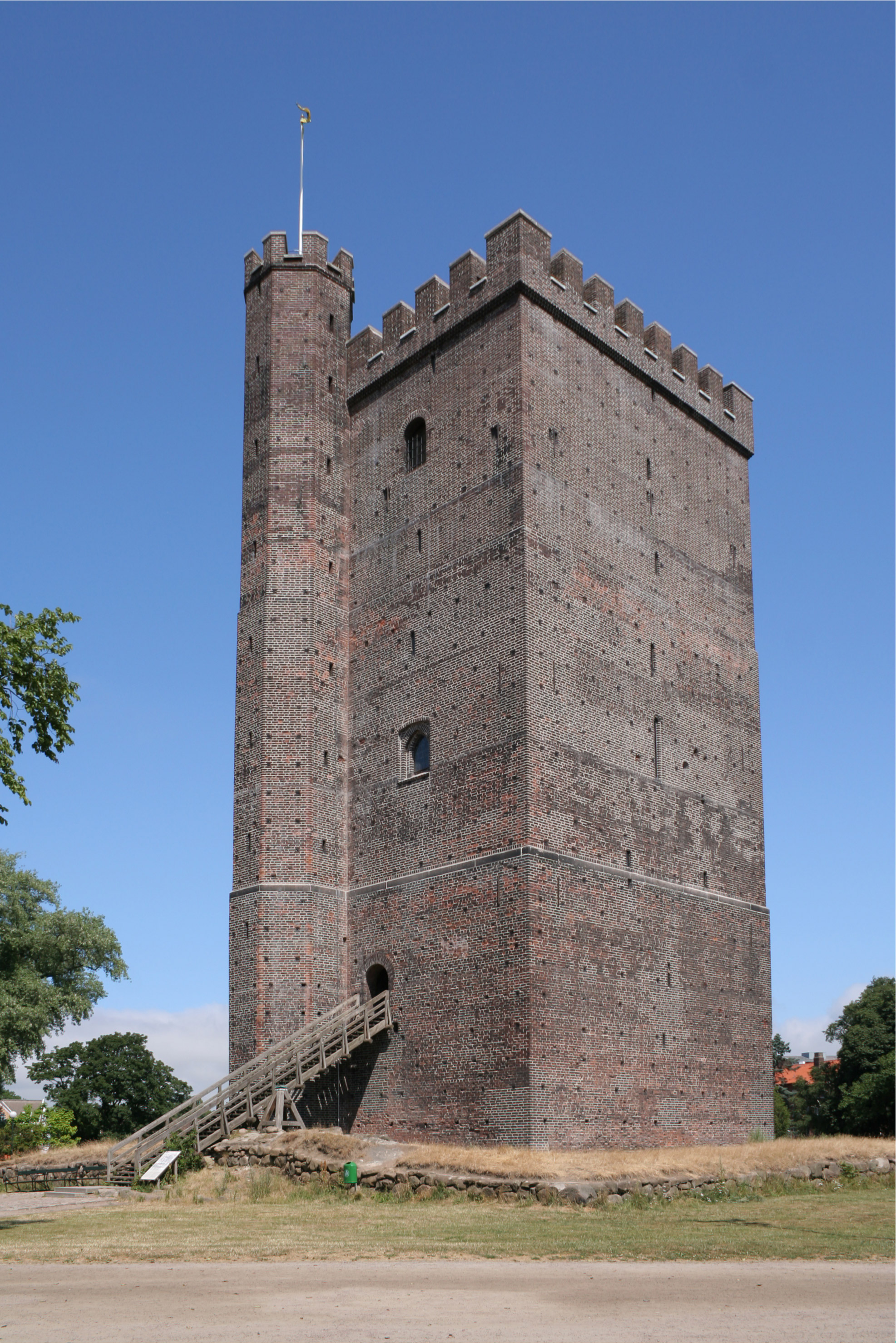
A torre Kärnan

Embora a cidade fosse rica em estruturas fortificadas, desde 1676 subsiste apenas a torre Kärnan. Outros edifícios notáveis são a câmara municipal (de 1897), a igreja Sankta Maria (do século XIII), ambas construídas em estilo gótico, a sala de concertos (de 1931, desenhada pelo arquiteto sueco Sven Markelius) e o centro de desportos, que é um dos maiores estádios da Suécia. As principais equipes desportivas da cidade são os clubes de futebol Helsingborgs IFe o Högaborgs BK, sendo que o primeiro joga no estádio Olympia, com capacidade para 17.100 torcedores, que sediará partidas do Campeonato Europeu de futebol Sub-21 e do Torneio Internacional de Futebol Sub-21 de Skåne em 2009, depois de ter sediado partidas do Copa do Mundo FIFA de 1958 e da Eurocopa 1992. Em Helsingborg ainda a opção de ir ao Festival de Verão Anual de Helsingborg, que conta com grandes personalidades da música sueca. A cidade também é sede de uma das etapas do Campeonato Sueco de vôlei durante o verão.
Alguns museus de interesse incluem:
- O Centro Cultural Henry Dunker: possui galerias de arte, exibições permanentes sobre a história da cidade e história cultural geral. É também palco de peças teatrais e musicais;
- O museu ao ar livre de Fredriksdal: com 36 hectares de área, contém parques e edifícios históricos que retratam aspectos ligados à cultura artesanal e campestre da Suécia;
- O museu gráfico (Grafiska Museet): o maior museu gráfico da Suécia, relatando a história da impressão.

Uma estátua de Carl Milles, dedicada ao comércio marítimo, e uma de um globo negro e dourado, dedicada a Tycho Brahe, são dois dos monumentos de especial relevo.
Em 2001 foi aberto, numa antiga fábrica de borracha, um ramo da Universidade de Lund. Um grande acontecimento na cidade pois a Universidade de Lund é uma das mais importantes Faculdades da Suécia e da Europa.
Perto da cidade encontra-se o palácio Sofiero, antiga residência oficial do monarca da Suécia no Verão até a morte do rei Gustavo VI Adolf em 1973. O palácio foi construído em 1885 pelo príncipe real Óscar e a sua esposa Sofia. Além de um jardim, o palácio expõe o seu conteúdo e apresenta pequenas exposições nos meses de Verão que são muito visitadas durante essa época do ano.

## Personalidades ligadas a Helsingborg
- Caroline Seger, jogadora de futebol
- Eric Saade, músico
- Henrik Larsson, jogador de futebol
- Nils Poppe, comediante

- Alexander Kačaniklić, jogador de futebol
- Anette Olzon, cantora
- Ann Linde, antiga ministra dos Negócios Estrangeiros da Suécia

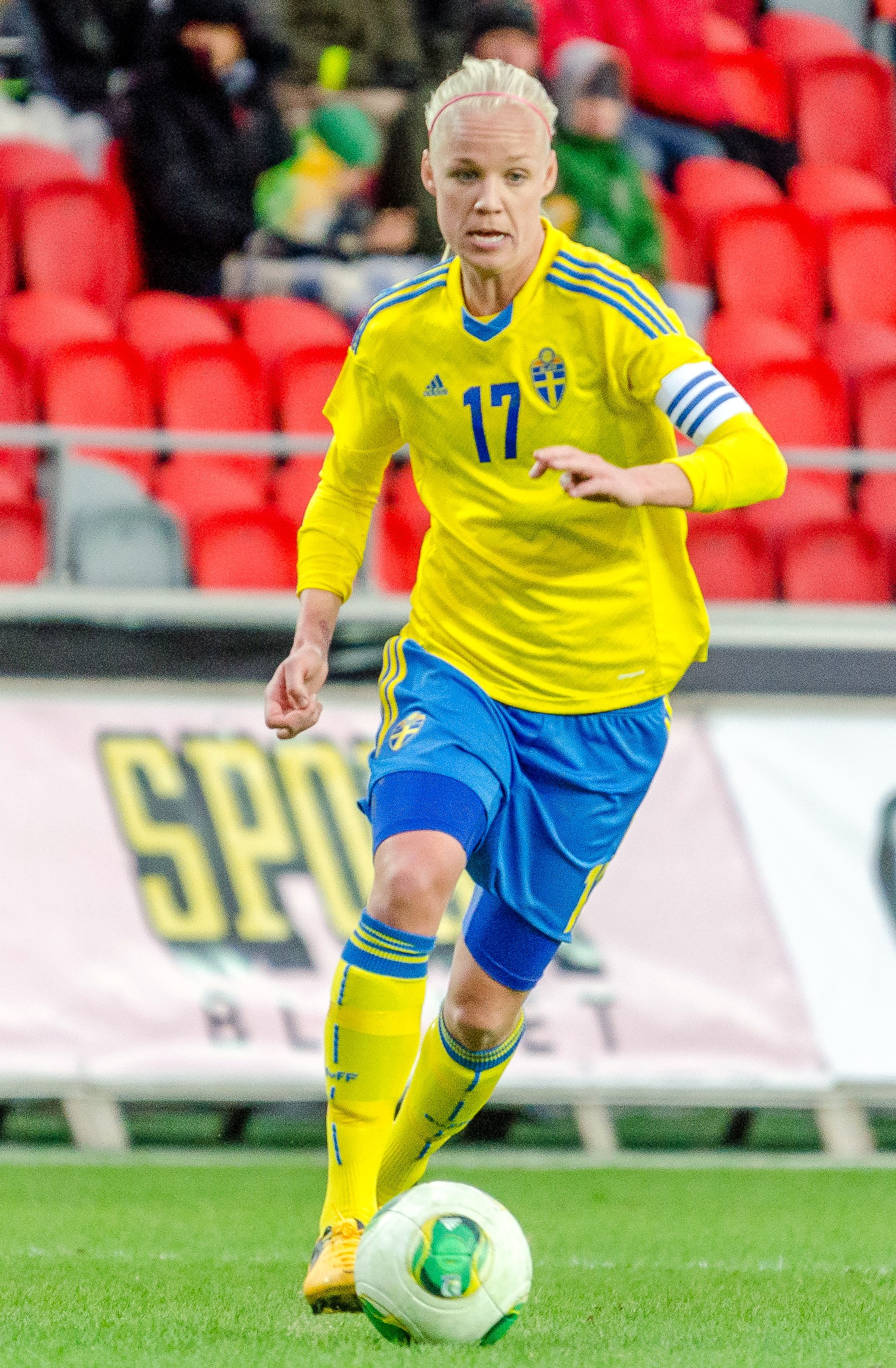
Caroline Seger, jogadora de futebol
- Dieterich Buxtehude, compositor e organista
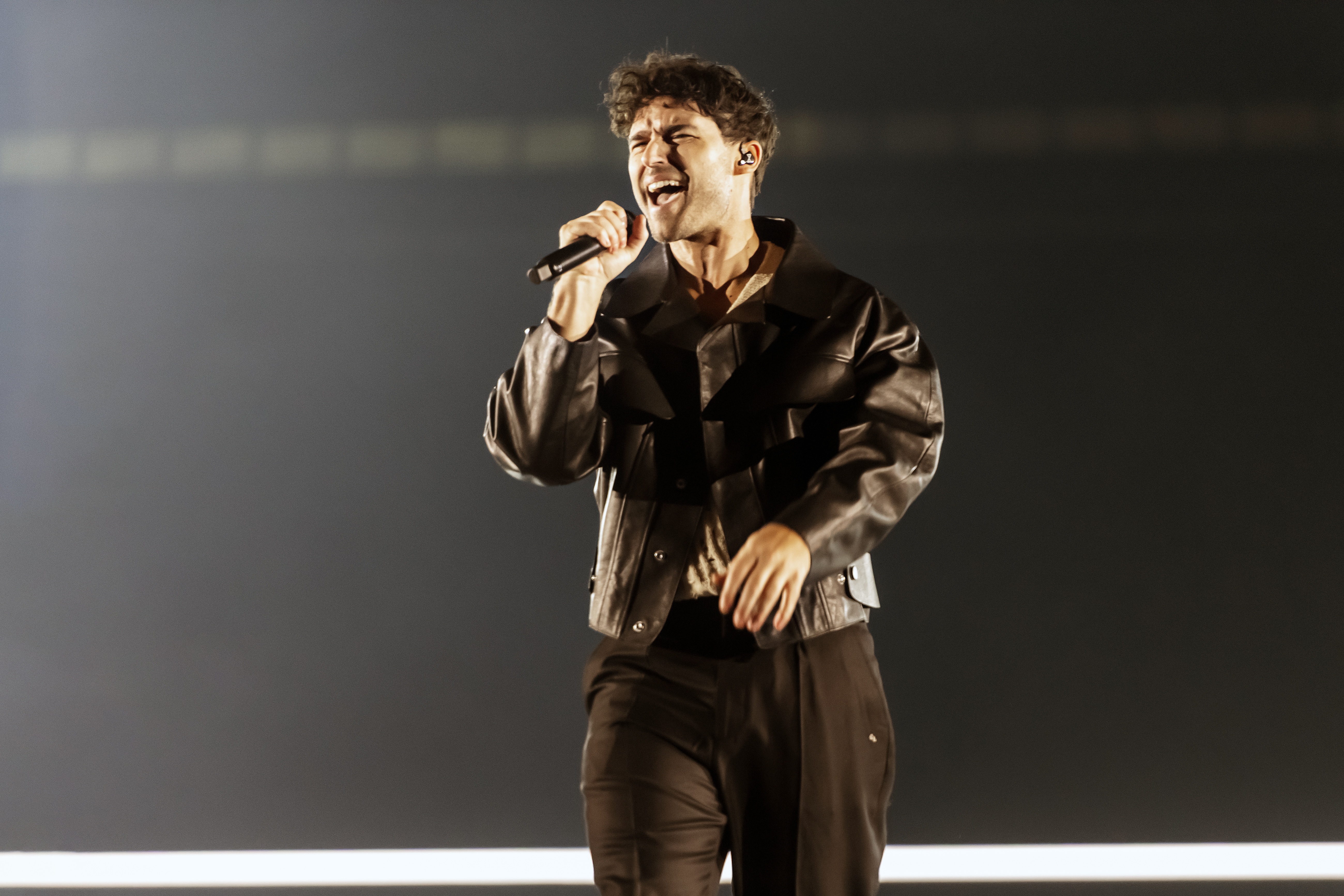
Eric Saade, músico
- Gunnar Nilsson, piloto de Fórmula 1
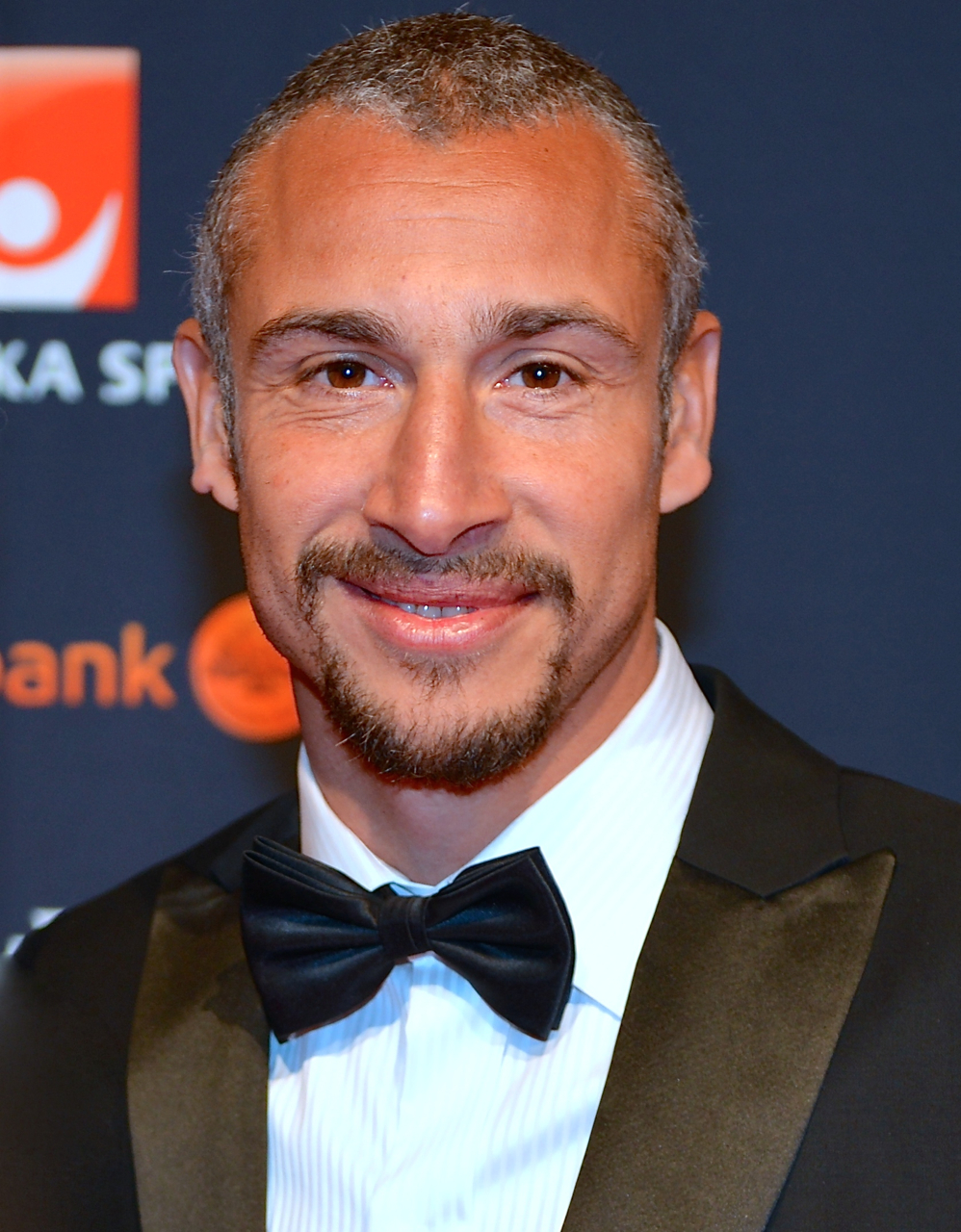
Henrik Larsson, jogador de futebol
- Kalle Svensson, jogador de futebol
- Karl Kruszelnicki, cientista (Dr. Karl)
- Maja Ivarsson, vocalista da banda de rock The Sounds
- Marianne Bernadotte, antiga modelo e atriz
- Mats Magnusson, jogador de futebol
- Nick Bostrom, filósofo
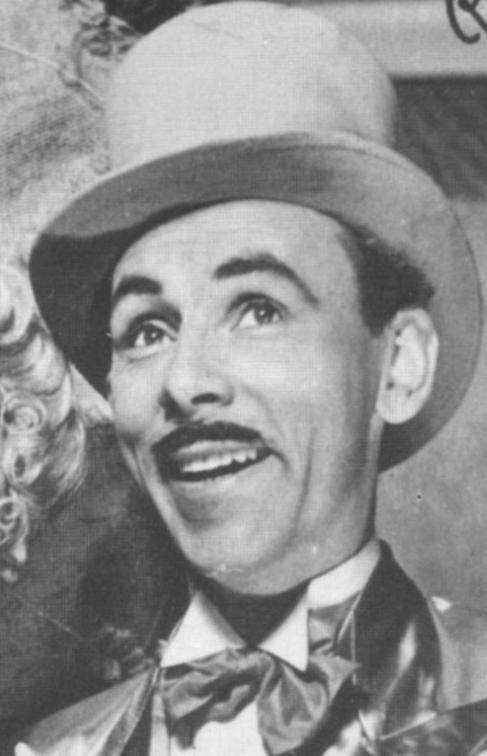
Nils Poppe, comediante
- Pontus Farnerud, jogador de futebol
- Roland Nilsson, jogador de futebol
- Soilwork, banda de metal
- Tove Lo, cantora e compositora
- Östen Warnerbring, músico

## Desporto
A principal equipe desportiva da cidade é o clube de futebol Helsingborgs IF que joga no estádio Olympia, com capacidade para 17.100 torcedores, no qual foram sediadas partidas da Copa do Mundo FIFA de 1958, da Eurocopa 1992, do Campeonato Europeu de futebol Sub-21 e do Torneio Internacional de Futebol Sub-21 de Skåne em 2009.

É um dos grandes centros de desportos na Suécia, participando da maioria dos eventos que são sediados no país.
É igualmente a sede de uma das etapas do Campeonato Sueco de vôlei durante o verão.

### Clubes
- Helsingborgs IF (futebol)

### Arenas desportivas
- Olympia [24]

## Galeria

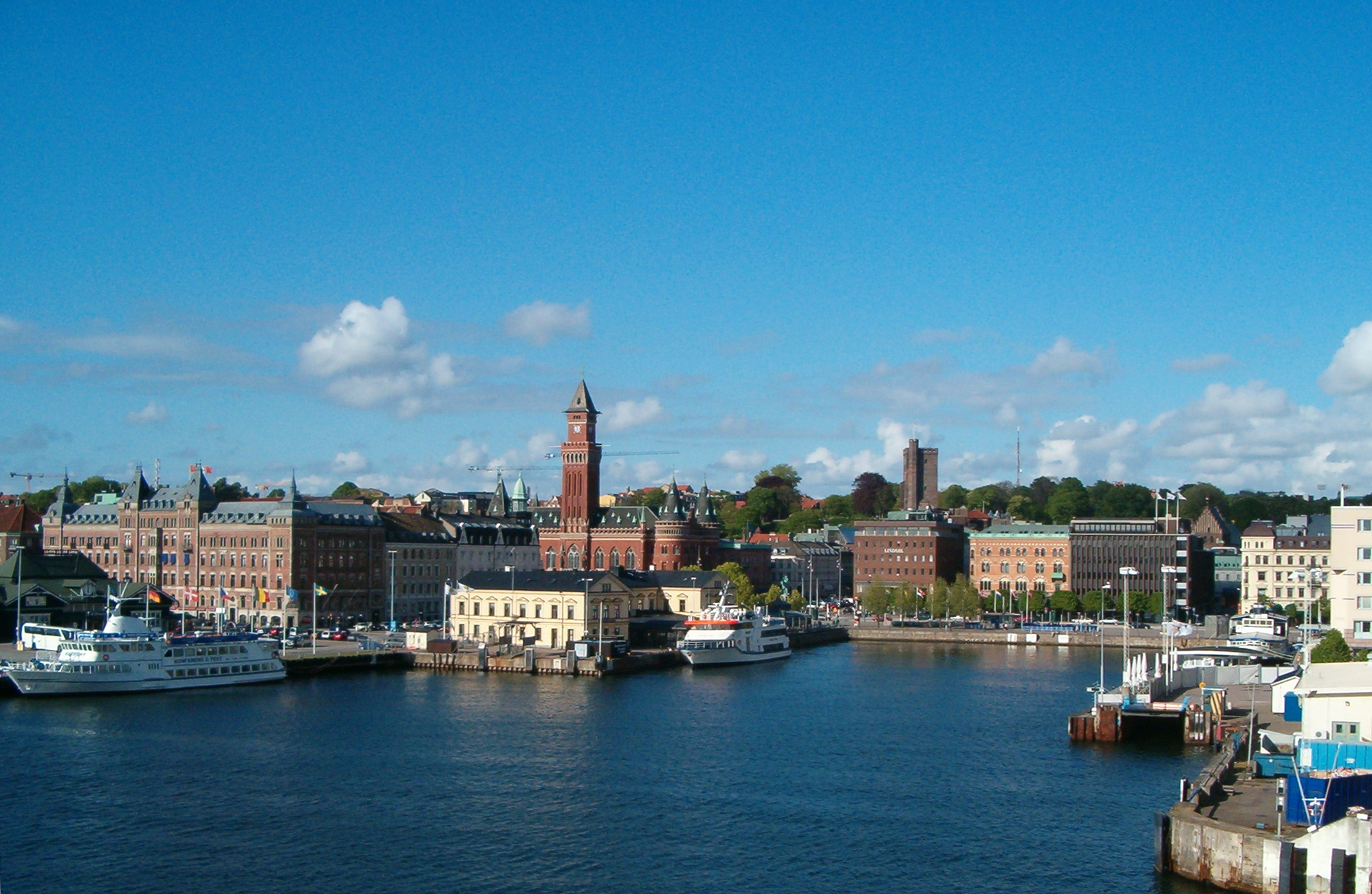
O porto de Helsingborg
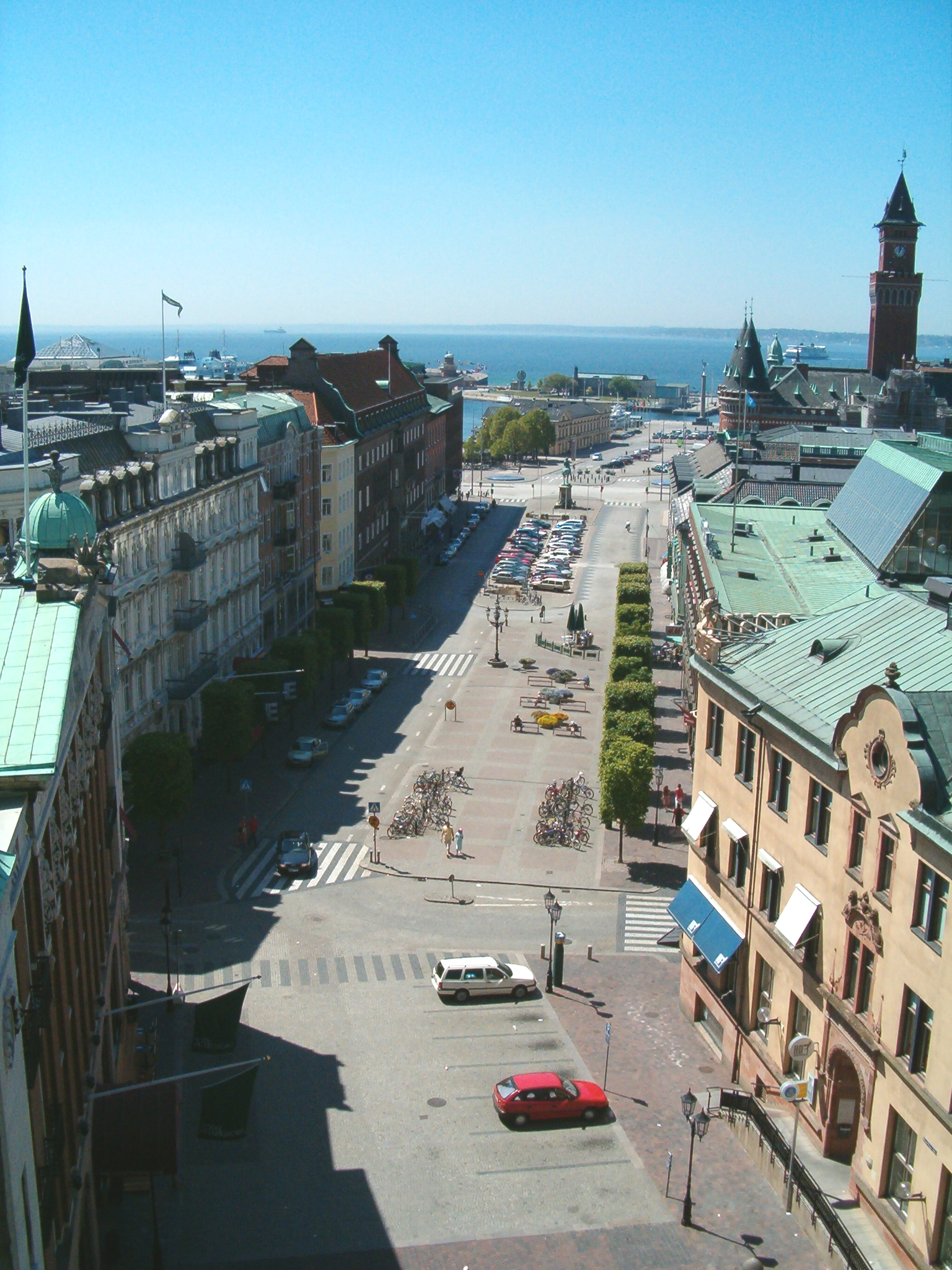
A praça Stortorget
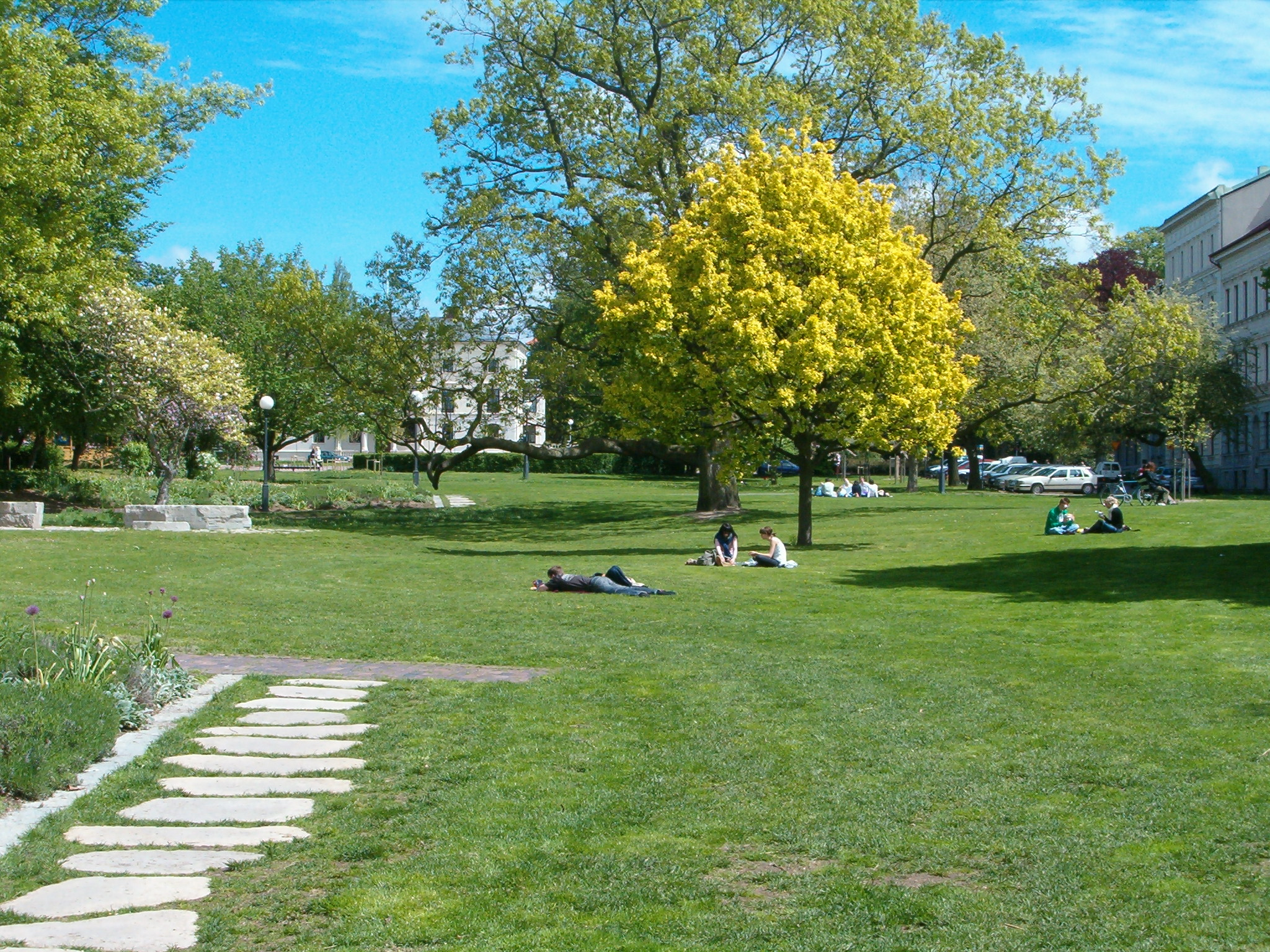
O parque citadino Stadsparken
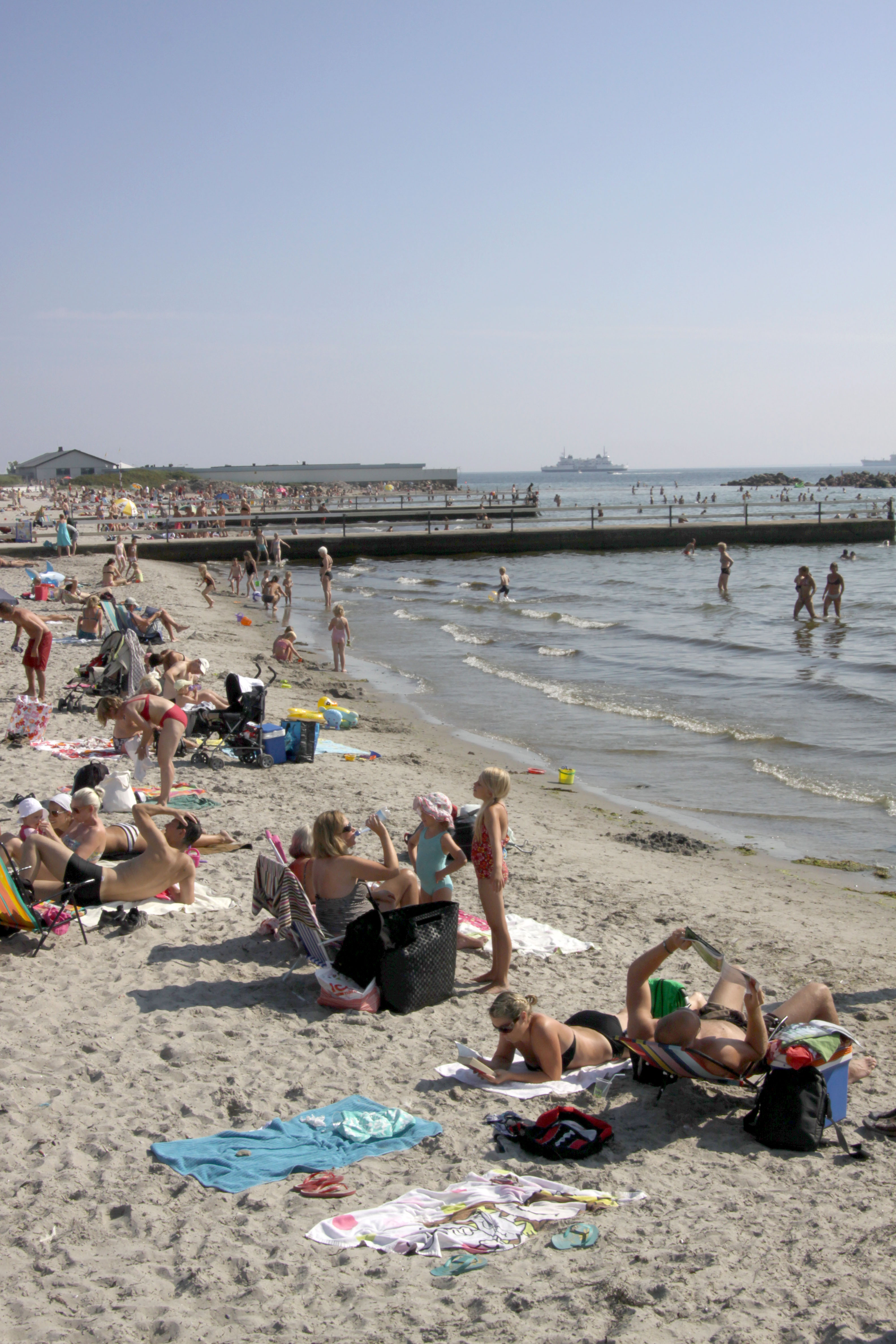
A praia Fria Bad
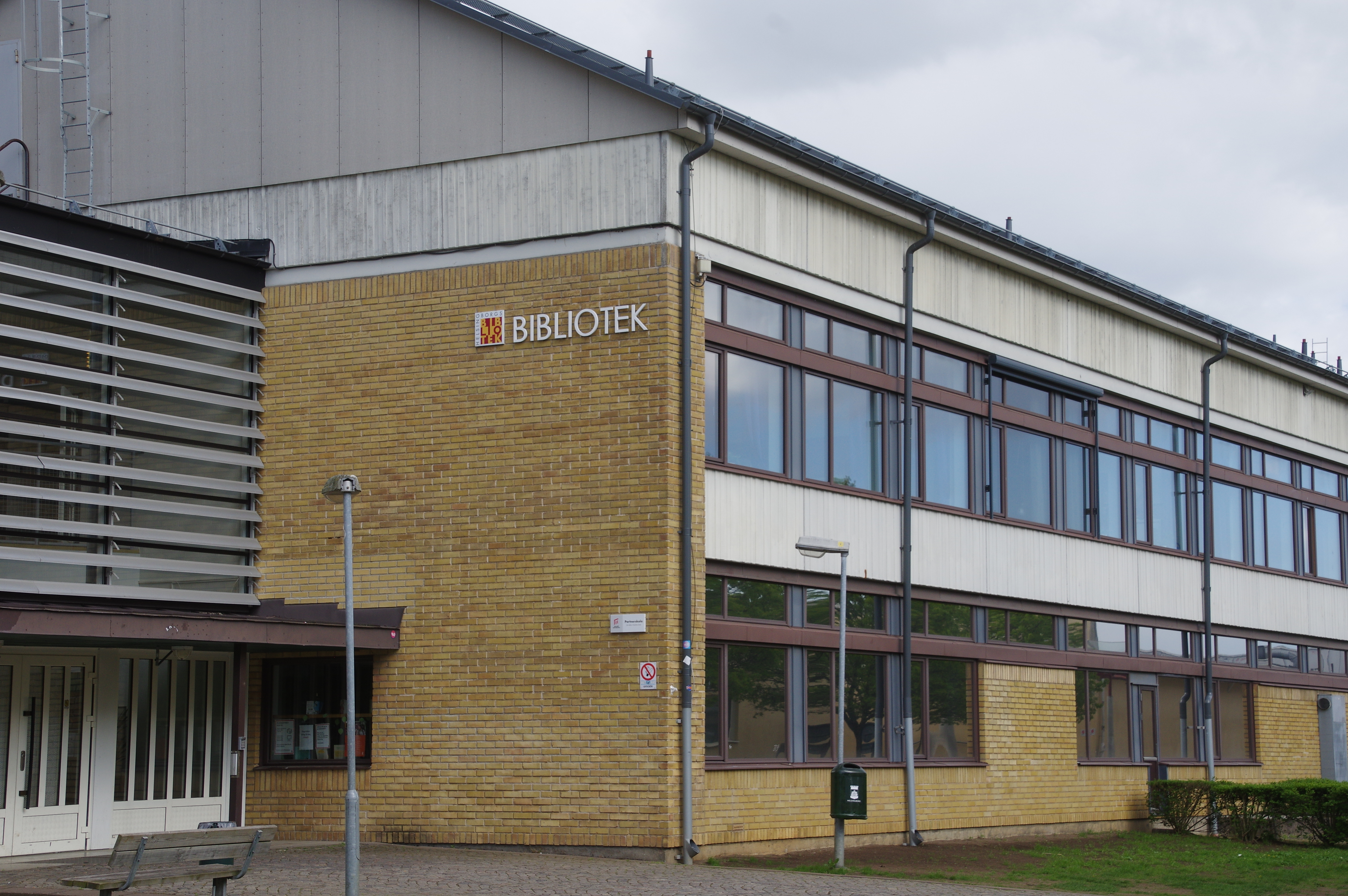
A escola e biblioteca pública de Elineberg
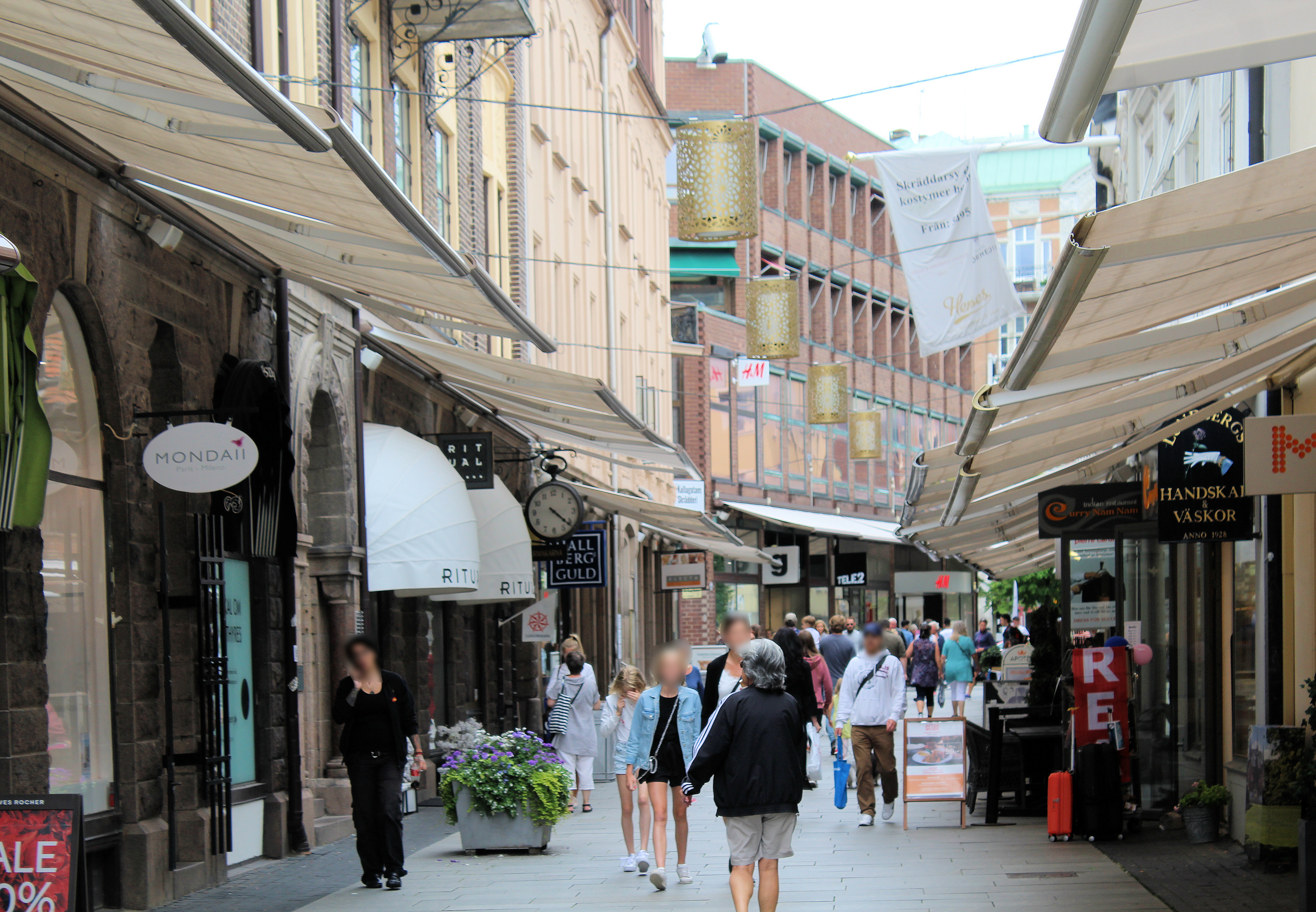
A rua comercial Kullagatan